# Kopalnia Beata
Kopalnia Beata (niem. Beate Grube) – kopalnia węgla kamiennego, funkcjonująca w latach 1801–1880 roku, w obecnej katowickiej dzielnicy Brynów-Osiedle Zgrzebnioka, w rejonie górnej (południowej) części obecnego Parku Kościuszki.

## Historia
Już z końcem XVIII w. w rejonie tzw. wzgórza Beaty w Brynowie doraźnie wydobywano węgiel z płytko zalegających lub wprost wychodzących na powierzchnię pokładów. W 1801 r. ówczesny właściciel dóbr rycerskich Katowice-Bogucice, Ferdinand Kaulhaas (lub Koulhaas), uruchomił tu pierwszą kopalnię nazwaną „Beata” (niem. Beate Grube; nadanie pola z dnia 2 marca 1801 r.). Pierwszy plan sytuacyjny kopalni powstał w lipcu 1804 r. Węgiel wydobywano wówczas z szeregu płytkich (do 25 m głębokości) szybików. Konieczność wywozu urobku wymusiła budowę drogi – dzisiejszej ul. Kościuszki.
Pierwsza kopalnia funkcjonowała tu jedynie kilka lat, do 1806 lub 1808 roku, należąc do spadkobierców Kaulhaasa. W 1835 r. została ona kupiona przez Alberta von Sallawę. Nową kopalnię (niem. Neue-Beate-Grube; nadanie pola z dnia 20/31 grudnia 1836 r.) uruchomił w tym miejscu w 1836 r. nowy właściciel dóbr katowickich (w tym i Brynowa), pruski królewski radca górniczy Karl Friedrich Lehmann. W dniu 18 września 1838 r. połączono obydwa zakłady pod wspólną nazwą „Zjednoczona Kopalnia Beata” (niem. Consolidierte Beate Grube). W 1839 r. kolejny właściciel tych dóbr, śląski przemysłowiec Franz von Winckler, kupił 67 kuksów, stając się większościowym właścicielem kopalni. Za jego sprawą drogę, nazywaną już wówczas Beatestrasse, a wiodącą ku dworowi Wincklerów w centrum Katowic, utwardzono. Pozostałe 61 kuksów nabyli w 1851 r. pochodzący z Wrocławia kupcy i przemysłowcy Edward oraz Christian Gustav von Kramsta. W 1873 r. produkcja kopalni wyniosła 38,7 tys. ton węgla. Ze względu na nieopłacalność wydobycia, kopalnię zamknięto w roku 1880.
W 1894 r. powstało „Gwarectwo Beate”. W 1899 r. jego pola włączono do ówczesnej kopalni „Oheim” (dziś „Wujek”).
Szyb i maszyna wyciągowa kopalni „Beata” znajdowały się w miejscu, w którym w następnym wieku wybudowano halę zajezdni tramwajowej przy ul. T. Kościuszki. Budynek cechowni dawnej kopalni po przebudowie mieścił w latach międzywojennych popularną restaurację p. Noglika.